# Municipio de Taloga
El municipio de Taloga (en inglés: Taloga Township) es un municipio ubicado en el condado de Morton en el estado estadounidense de Kansas. En el año 2010 tenía una población de 2327 habitantes y una densidad poblacional de 16,32 personas por km².

## Geografía
El municipio de Taloga se encuentra ubicado en las coordenadas 37°3′37″N 101°52′52″O / 37.06028, -101.88111. Según la Oficina del Censo de los Estados Unidos, el municipio tiene una superficie total de 142.58 km², de la cual 142.58 km² corresponden a tierra firme y (0%) 0 km² es agua.

## Demografía
Según el censo de 2010, había 2327 personas residiendo en el municipio de Taloga. La densidad de población era de 16,32 hab./km². De los 2327 habitantes, el municipio de Taloga estaba compuesto por el 88.18% blancos, el 0.13% eran afroamericanos, el 1.16% eran amerindios, el 2.49% eran asiáticos, el 0.04% eran isleños del Pacífico, el 6.45% eran de otras razas y el 1.55% pertenecían a dos o más razas. Del total de la población el 19.68% eran hispanos o latinos de cualquier raza.